# مختار ادریس
مختار ادریس (انگلیسی: Muktar Edris؛ زادهٔ ۱۴ ژانویهٔ ۱۹۹۴) ورزشکار دو و میدانی اهل اتیوپی است. از افتخارات وی می‌توان به کسب مدال طلا ۵۰۰۰ متر در ۲۰۱۷ لندن اشاره کرد.